# Torquéole de Sonnerat
Arborophila gingica
Espèce
Statut de conservation UICN

 NT  : Quasi menacé
La Torquéole de Sonnerat (Arborophila gingica) est une espèce d'oiseaux de la famille des Phasianidae.

## Répartition
Son aire s'étend à travers le sud-est de la Chine.